# Rhathymus versicolor
Rhathymus versicolor är en biart som beskrevs av Heinrich Friese 1906. Rhathymus versicolor ingår i släktet Rhathymus och familjen långtungebin. Inga underarter finns listade i Catalogue of Life.